# Juan Garcés

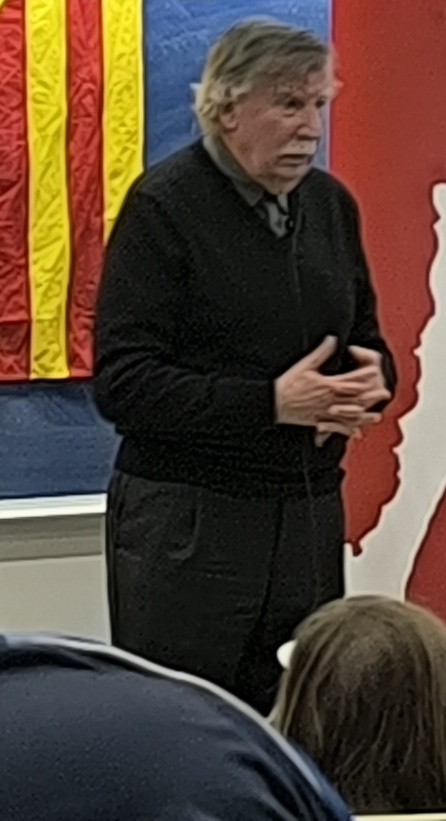
Juan Garcés, 2025

Juan Garcés (* 1944 in Llíria) ist ein spanischer Jurist. Er arbeitete von 1970 bis 1973 als Berater des chilenischen Präsidenten Salvador Allende Gossens. Beim Putsch gegen Allende 1973 hielt sich Garcés mit im bombardierten Präsidentenpalast auf. Derzeit (Mai 2005) lehrt er an der Universität der Sorbonne und ist im Vorstand der Fundación Presidente Allende (Präsident-Allende-Stiftung) mit Sitz in Madrid.

## Werdegang
Für seine Bemühungen, den chilenischen Diktator Augusto Pinochet in Spanien vor Gericht zu bringen, erhielt Garcés 1999 den Right Livelihood Award. Garcés vertrat als Rechtsanwalt die Angehörigen von 35 in Chile "verschwundenen" Personen vor Gericht. Die verschwundenen Personen wurden überraschend und ohne Angehörige zu benachrichtigen von der Polizei abgeholt und in vielen Fällen gefoltert und ermordet. Garcés klagte Pinochet wegen Folter und Verschwörung zur Folter in 35 Fällen an.
1996 strengte Garcés eine Zivilklage gegen Pinochet an. Als er 1998 erfuhr, dass sich Pinochet in London aufhielt, überzeugte er den spanischen Richter Guzman, ein strafrechtliches Auslieferungsverfahren einzuleiten. Pinochet wurde mehrere Monate in Großbritannien in Auslieferungshaft gehalten, bevor er aus gesundheitlichen Gründen nach Chile ausreisen durfte.
Möglich wurde die Klage durch eine Gesetzesänderung in Spanien, nach der Politiker auch außerhalb ihrer Heimatländer angeklagt werden können. Ein Fakt, der dadurch besondere Bedeutung erhält, dass diese Politiker auch nach erwiesenen Straftaten in ihrer Heimat oft aus politischen Opportunitätsgründen straffrei ausgehen. Pinochet beispielsweise erhielt in Chile die Zusage einer Amnestie, bevor er die Macht an eine demokratische Regierung übergab. Die Klagen dienten der chilenischen Justiz als wichtiges Argument in ihrer eigenen Anklage gegen den ehemaligen Diktator.
Neben Pinochet selbst verklagte Garcés 2004 die Riggs-Bank, die Pinochet geholfen hatte, ungefähr 10 Millionen USD aus dem chilenischen Staatsvermögen beiseitezuschaffen, und zu deren Vorstandsmitgliedern Jonathan Bush gehört. Mit ihr einigten sich Garcés und die Angehörigen außergerichtlich auf eine Zahlung von 8 Millionen USD an die spanische Salvador-Allende-Stiftung, die sie an Opfer des Pinochet-Regimes verteilen sollte.
Nach der Klage in Spanien wurde Pinochet auch erfolgreich in Frankreich, Belgien, der Schweiz und Argentinien angeklagt. Garcés selbst sagte zum Right Livelihood Award: Der Preis ist nicht für mich allein, er ist für alle, die am Fall Pinochet mitgearbeitet haben, und für alle, die sich engagieren für das Recht auf Leben und gegen die Folter.... auch juristische Instanzen anderer Länder, die verschiedene Facetten anderer Verbrechen untersuchen.

## Veröffentlichungen
- The Pinochet Case: Law and Sovereignty, Politics and Crime